# Consorcio de Transporte Metropolitano de la Costa de Huelva
El Consorcio de Transporte Metropolitano de la Costa de Huelva (en adelante CTHU) fue constituido el 12 de noviembre de 2010, como ente público de naturaleza asociativa sometido al Derecho Administrativo, dotado de personalidad jurídica independiente de la de sus miembros, patrimonio y tesorería propios, administración autónoma y tan amplia capacidad jurídica como requiera la realización de sus fines
El CTHU está integrado por la Junta de Andalucía -a través de la Consejería de Fomento y Vivienda-, la Diputación de Huelva y los ayuntamientos de Aljaraque, Almonte, Ayamonte, Beas, Bollullos del Condado, Bonares, Cartaya, Gibraleón, Huelva, Hinojos, Isla Cristina, La Palma Del Condado, Lepe, Lucena del Puerto, Moguer, Niebla, Palos de la Frontera, Punta Umbría, Rociana del Condado, San Bartolomé de la Torre, San Juan del Puerto, Trigueros, Villablanca y Villarrasa.
Los Estatutos del Consorcio de Transporte Metropolitano de la Costa de Huelva fueron aprobados en virtud de Convenio suscrito el 27 de septiembre de 2010.

## Ámbito territorial
El ámbito territorial del Consorcio abarca el de los 21 municipios que forman parte del mismo. Aunque territorialmente representan una tercera parte de la provincia de Huelva, sin embargo, concentran el 76,36% de toda su población.

## Objeto
El CTHU tiene por objeto articular la cooperación económica, técnica y administrativa entre las Administraciones consorciadas, a fin de ejercer de forma coordinada las competencias que les corresponden en materia de transporte en el ámbito territorial de los municipios consorciados. A tal fin, se procedió a establecer un marco tarifario sencillo que depende exclusivamente de los saltos realizados entre las zonas en que se divide el área del Consorcio, y que, gracias a las aportaciones de las administraciones consorciadas, suponen una disminución media del 26% en las tarifas a satisfacer por las personas usuarias. 

## Funciones y competencias

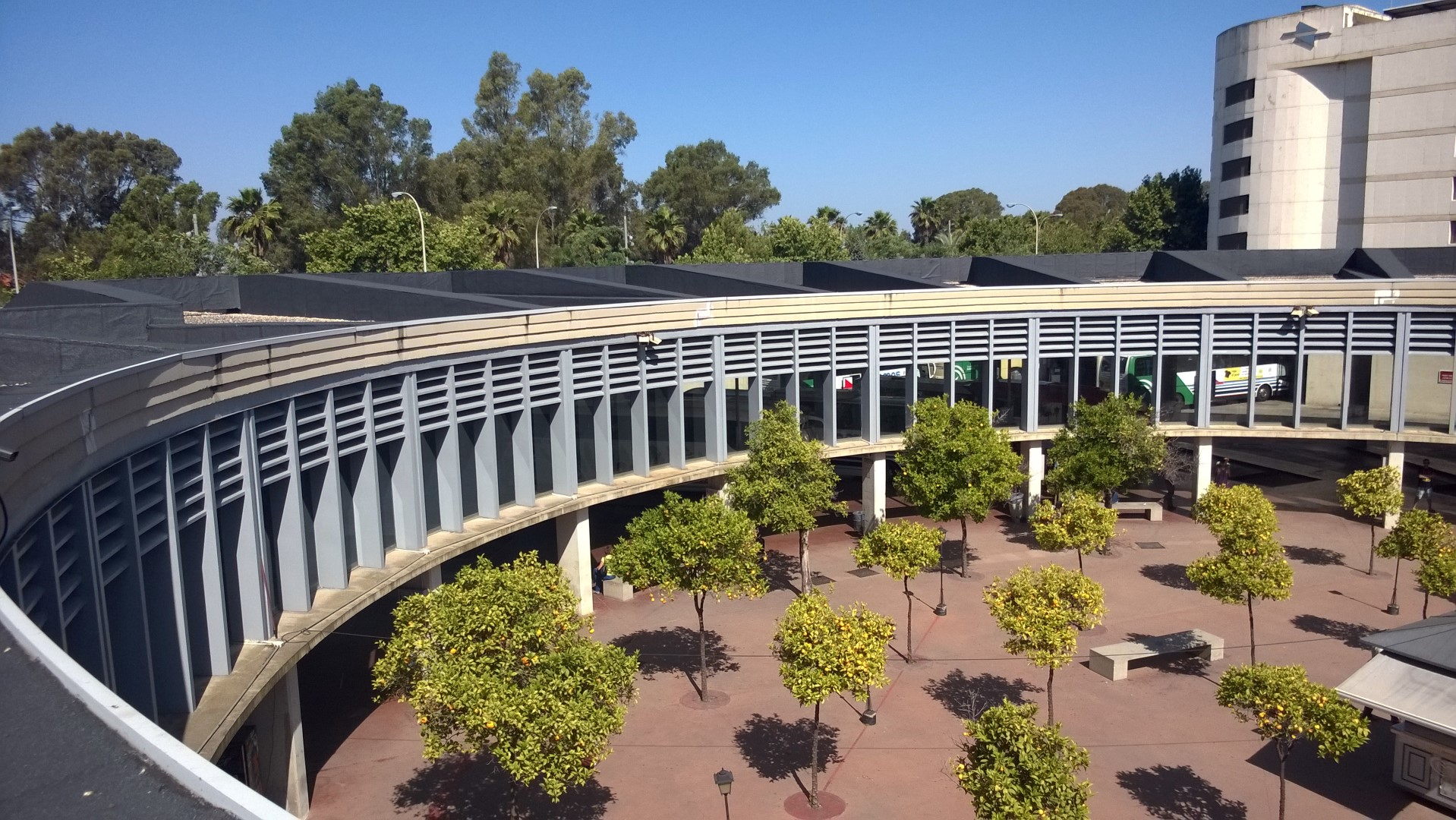
Patio central de la estación de autobuses de Huelva

El CTHU tiene encomendadas por sus estatutos las siguientes funciones:
1. La coordinación de los servicios, infraestructuras e instalaciones de transporte, con promoción de la imagen unificada del Sistema de Transportes.
2. La cooperación en materia de prestación de Servicios de Transporte, así como, en la explotación de infraestructuras e instalaciones de transportes.
3. El establecimiento del marco tarifario para la prestación de los servicios en el ámbito territorial del Consorcio.
4. La gestión de los Servicios de Transporte que se le atribuyan o encomienden por las Administraciones consorciadas.
5. La gestión de los Servicios de Transporte que se le atribuyan o encomienden por las Administraciones consorciadas.
6. La propuesta de establecimiento de tasas, precios públicos y contribuciones especiales de conformidad con la legislación vigente.
7. La promoción del transporte público.

Para el desarrollo de las anteriores funciones el Consorcio tiene asignadas las siguientes competencias:
1. La ordenación, coordinación y control, respecto de los servicios, tráficos, infraestructuras e instalaciones que se declaren de interés metropolitano.
2. La ordenación y coordinación del resto de transportes no incluidos en el apartado anterior que se desarrollen en el ámbito metropolitano, en los términos que establezca el Plan de Transporte Metropolitano.
3. El establecimiento del marco tarifario para la prestación de los servicios en el ámbito territorial del Consorcio.
4. La Promoción de la imagen unificada del sistema de transportes y del transporte público.
5. Fijar las cantidades a recibir por las empresas operadoras de transporte con arreglo a los criterios que se establezcan en el Plan de Transporte Metropolitano.
6. Distribuir las aportaciones o subvenciones recibidas de las distintas Administraciones, de acuerdo con lo previsto en los contratos programa suscritos con las empresas operadoras de transporte.

## Sistema tarifario

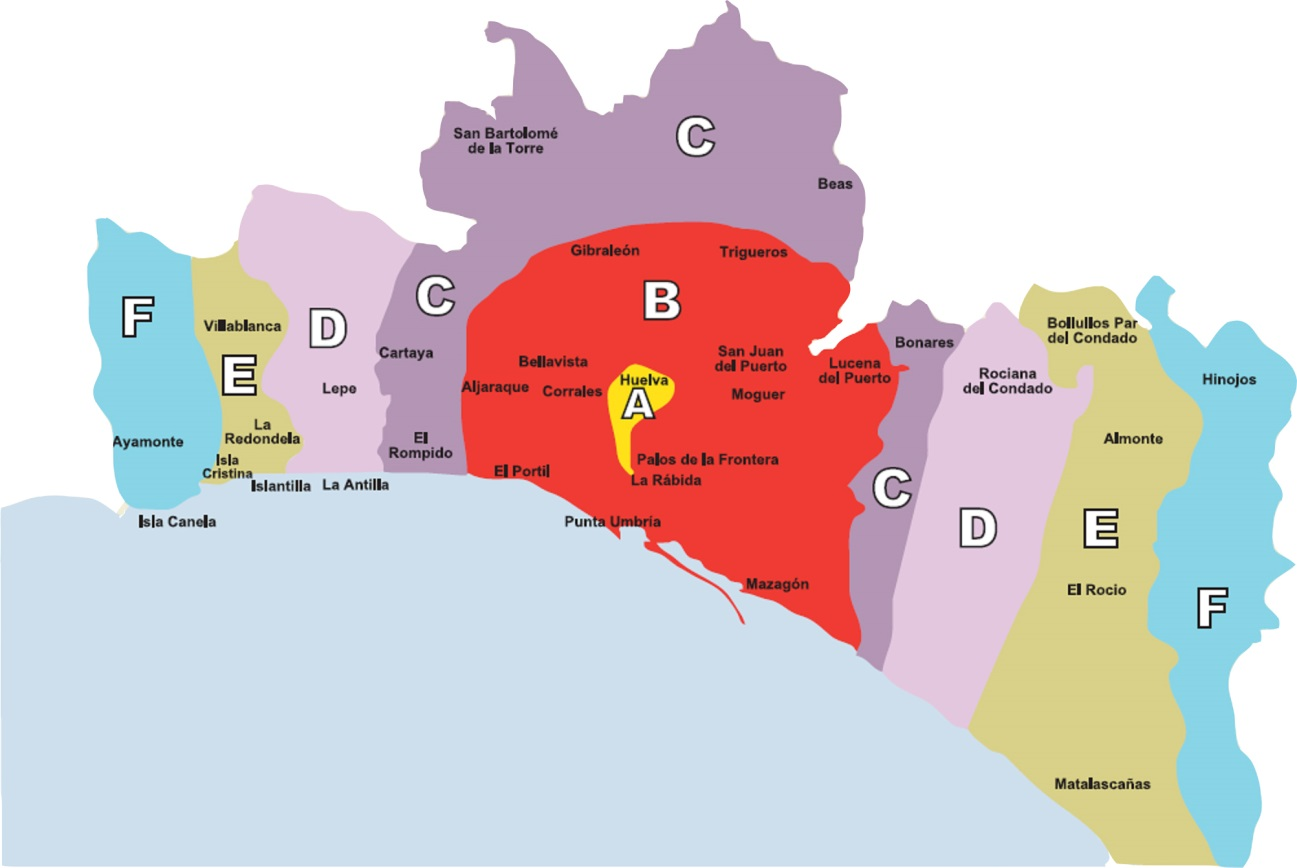
Mapa descriptivo de las seis zonas tarifarias del CTHU, con mención de los municipios que incluyen

El sistema de tarificación se fundamenta en un esquema zonal basado en coronas concéntricas. Cada corona concéntrica se denomina zona. El ámbito territorial del Consorcio está dividido en seis zonas (A, B, C, D, E y F), la fijación del número de saltos que haya que dar entre ellas hasta llegar al destino determinará la tarifa a pagar.
Se denomina salto al paso de una zona tarifaria a otra.
La tarifa de cada viaje se establece en función de la etapa con mayor número de saltos. El usuario del sistema paga en función del número de saltos que efectúe entre origen y destino.
Se paga una tarifa fija según el número saltos que se realicen en recorrido.
La tarifa de un viaje entre dos zonas tarifarias determinadas es independiente de las paradas concretas en que se efectúe la subida y la bajada.
Un viaje dentro de una misma zona tarifaria se califica como de “0 saltos” y tiene fijada, también, una tarifa determinada.
Dado que algunos destinos precisan del uso de más de una línea de transporte, el sistema permite operaciones de transbordo con un precio reducido. La persona usuaria puede transbordar de una línea a otra dentro de los 90 minutos siguientes al momento en que pagó el primer viaje con un coste de 0,50 €. Estas condiciones de transbordo sólo son aplicables a las personas usuarias de la Tarjeta de Transporte del Consorcio o de la Tarjeta Nominativa de Familia Numerosa.

### La tarjeta de transporte

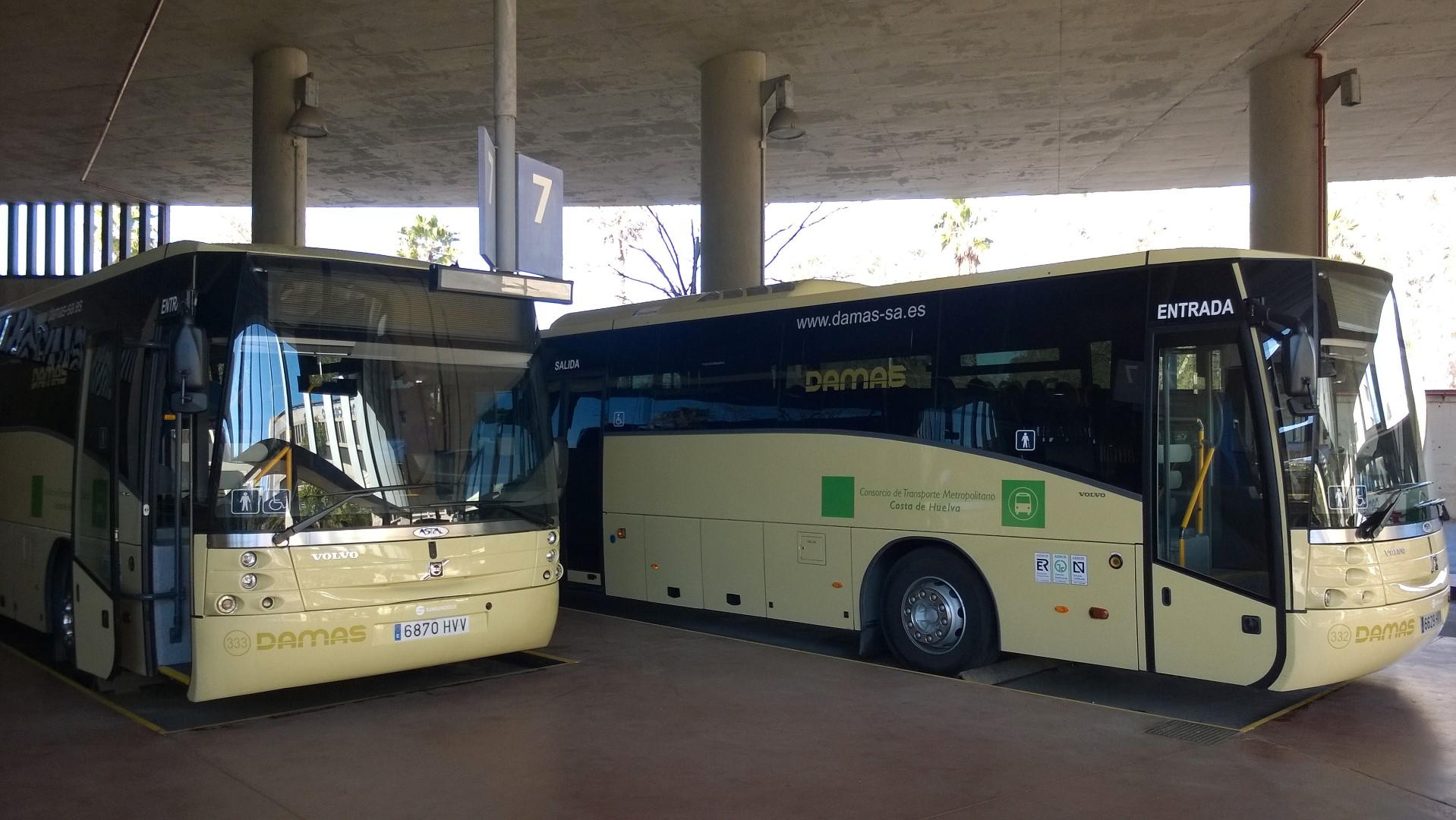
Autobuses adscritos al CTHU en los andenes de la estación de autobuses de Huelva

La Tarjeta del Consorcio de Transporte Metropolitano de la Costa de Huelva es una tarjeta monedero con chip que permite obtener descuentos sobre el billete sencillo en los viajes realizados en los modos de transporte adscritos al Consorcio en los municipios pertenecientes al mismo. Se puede adquirir en cualquiera de los puntos adscritos a la red de ventas del Consorcio.
Adquisición y recarga de la tarjeta.
La adquisición de la tarjeta supone un desembolso inicial de 1,50 € en concepto de fianza, a reembolsar en caso de devolución de la tarjeta en un plazo inferior a un año.
Pueden realizarse recargas en las taquillas de las estaciones de buses, en máquinas dispuestas para ello o incluso en estancos. Estas se pueden realizar por un importe mínimo de 5 €, tanto en el momento de la compra como posterior-mente, hasta un máximo de 500 €.
El saldo de la tarjeta no caduca nunca.
Indicación del número de saltos
En el momento de la compra de la tarjeta, se debe indicar el número de saltos (0, 1, 2, 3, 4 o 5) con los que se pretende configurarla según el tipo de viaje que se vaya a realizar regularmente. El tipo de viaje y la cantidad de dinero que se descuente en cada viaje, dependerá del número de saltos configurados en la tarjeta.
Utilización de la tarjeta
Una vez a bordo del autobús, se debe indicar al conductor(a) el destino del viaje y a continuación acercar la tarjeta al lector de la máquina canceladora, que descontará automáticamente el importe del viaje según el número de saltos configurados en la tarjeta. La canceladora expenderá un billete en el cual se indicará el importe y tipo de viaje, así como el tiempo permitido para la realización de transbordo.
Modalidad Multiviaje
Una misma tarjeta se puede utilizar para que viajen hasta un máximo de 15 personas juntas en un mismo trayecto. No pueden transcurrir más de 3 minutos entre la primera y la última cancelación, manteniéndose las mismas condiciones de utilización que para los viajes de una sola persona.
Interoperatividad entre los consorcios de transporte de Andalucía.
La Tarjeta del Consorcio de Transporte Metropolitano de la Costa de Huelva sirve también para desplazarse en los modos de transporte de las áreas metropolitanas de los restantes ocho consorcios de transporte metropolitano de Andalucía: área de Málaga, área de Sevilla, Campo de Gibraltar, Bahía de Cádiz, área de Jaén, área de Granada, área de Almería y área de Córdoba. Gracias a esta posibilidad, la persona titular de una tarjeta del Consorcio de Huelva puede, por ejemplo, desplazarse por el área metropolitana de Sevilla utilizando cualquiera de sus modos de transporte: bus interurbano, bus urbano, metro o tranvía. Para utilizar la tarjeta en otra área metropolitana no es necesario hacer ningún cambio en la configuración de la tarjeta.

### Tarjeta de familia numerosa
La Tarjeta de Transporte de Familia Numerosa asocia la identidad de un usuario a la tarjeta de transporte, lo que le permite acceder a beneficios adicionales para los cuales es necesario identificarse.
Condiciones de uso
A la Tarjeta de Transporte de Familia Numerosa se le aplican todas las condiciones generales de uso de la Tarjeta de Transporte además de las siguientes:
•	Al tratarse de un título nominativo no está permitida la “modalidad multiviaje” (consistente en la posibilidad de que varias personas puedan viajar con la misma tarjeta, que sí está permitida en la tarjeta normal).
•	Al objeto de poder acreditar su identidad en el caso de inspecciones, las personas beneficiarias de este título deben viajar provistas con el DNI.
•	Llegada la fecha de caducidad consignada en la Tarjeta de Transporte de Familia Numerosa sin que se haya procedido a su renovación, dejarán de aplicarse las bonificaciones asociadas a la misma, pero podrá seguir siendo utilizada como una tarjeta de transporte normal, con la única salvedad de la prohibición de la cancelación múltiple que seguirá vigente.
•	Si por circunstancia sobrevenida después de la expedición de la Tarjeta de Transporte de Familia Numerosa, se perdiera el derecho a ser titular de dicha calificación, se dejarán de aplicar la bonificaciones asociadas a dicha tarjeta con carácter retroactivo desde la fecha en que se dejó de disfrutar de los derechos de familia numerosa.
Bonificaciones
Una vez se disponga de la Tarjeta de Transporte de Familia Numerosa, ésta podrá ser recargada y personalizada con el número de saltos elegido, en los mismos puntos de venta que la Tarjeta de Transporte normal.
Las recargas efectuadas con Tarjetas Transporte de Familia Numerosa llevarán una bonificación porcentual sobre la cantidad abonada en la recarga, equivalente a los beneficios a que se tenga derecho dependiendo que la familia numerosa pertenezca a la categoría General o Especial.
En caso de Familia Numerosa de categoría General el importe de la recarga se verá incrementado automáticamente con un 25% más.
En el caso de Familia Numerosa de categoría Especial el importe de la recarga se verá incrementado automáticamente con un 100%.
Dónde puede solicitarse la Tarjeta de Familia Numerosa
La tarjeta de transporte para familia numerosa sólo puede solicitarse, en las oficinas del Consorcio de Transporte Metropolitanos de la Costa de Huelva, y en las dependencias de los Ayuntamientos que forman parte del Consorcio, presentando la solicitud incluida en este folleto junto con la documentación que se detalla a continuación.
La Tarjeta de Transporte de Familia Numerosa sólo es expedida por el Consorcio de Transporte Metropolitano de la Costa de Huelva, por lo que, una vez estimada la solicitud, debe recogerse exclusivamente en sus oficinas, por la propia persona interesada o mediante autorización expresa de la persona interesada.

### Tarifas y transbordos

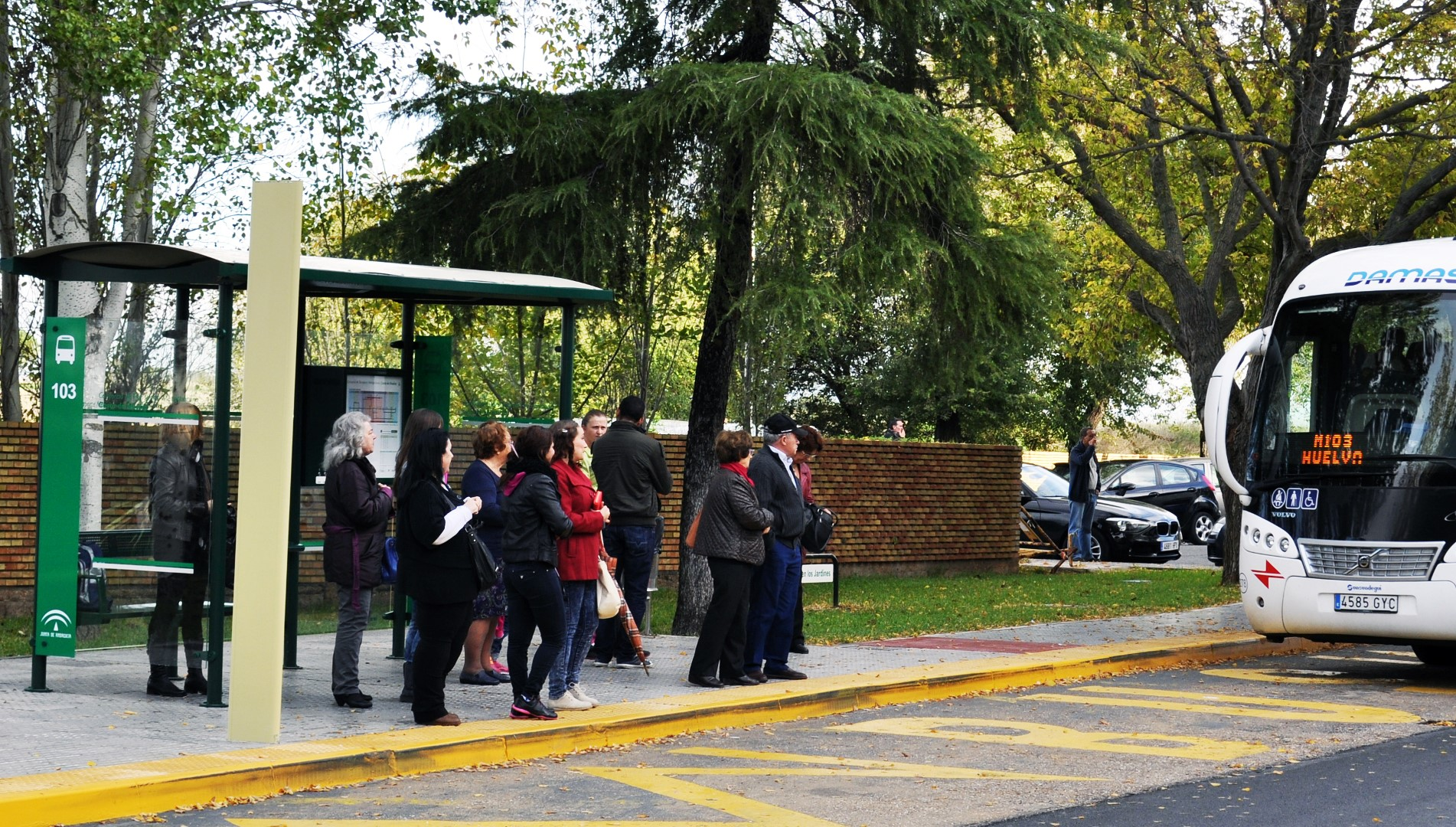
Viajeros esperando tomar el autobús en la marquesina de la parada del Hospital Infanta Elena, primera de las instaladas en Andalucía con homologacion CERMI adaptada para personas con movilidad reducida,

Las tarifas vigentes desde el 4 de abril de 2023 son las siguientes:
| N.º saltos | Billete sencillo | Tarjeta de Transporte |
| ---------- | ---------------- | --------------------- |
| 0          | 1,45 €           | 0,39 €                |
| 1          | 1,80 €           | 0,50 €                |
| 2          | 2,40 €           | 0,64 €                |
| 3          | 3,05 €           | 0,88 €                |
| 4          | 4,05 €           | 1,18 €                |
| 5          | 5,35 €           | 1,57 €                |

El importe del transbordo entre líneas del Cosnorcio utilizando la tarjeta es, desde el 1 de enero de 2014, de 0,50 euros.

## Líneas de autobuses interurbanos
| Líneas interurbanas                                            | Líneas interurbanas | Líneas interurbanas | Líneas interurbanas |
| Línea                                                          | Trayecto | Información         |                     |
| -------------------------------------------------------------- | --- | ------------------- | ------------------- |
| M-100                                                          | Huelva - Gibraleón | Horarios y Paradas  |                     |
| M-101                                                          | Huelva - Trigueros - Beas                                                                                                   | Horarios y Paradas  |                     |
| M-102                                                          | Huelva - La Alquería- Centro Penitenciario de Huelva                                                                        | Horarios y Paradas  |                     |
| M-103                                                          | Huelva-Nuevos hospitales (Circular)                                                                                         | Horarios y Paradas  |                     |
| M-200 (destino Villanueva de las Cruces)                       | Huelva - Gibraleón - San Bartolomé de la Torre                                                                              | Horarios y Paradas  |                     |
| M-201 (destino Paymogo)                                        | Huelva - Gibraleón - San Bartolomé de la Torre                                                                              | Horarios y Paradas  |                     |
| M-202 (destino Sanlúcar de Guadiana)                           | Huelva - Gibraleón - San Bartolomé de la Torre                                                                              | Horarios y Paradas  |                     |
| M-203 (destino El Rosal de la Frontera por Tharsis)            | Huelva - Gibraleón - San Bartolomé de la Torre                                                                              | Horarios y Paradas  |                     |
| M-204 (destino Aracena)                                        | Huelva - San Juan del Puerto - Trigueros - Beas                                                                             | Horarios y Paradas  |                     |
| M-205 (destino Nerva)                                          | Huelva - San Juan del Puerto - Trigueros - Beas                                                                             | Horarios y Paradas  |                     |
| M-206 (destino Valverde del Camino)                            | Huelva - San Juan del Puerto -Trigueros - Beas                                                                              | Horarios y Paradas  |                     |
| M-207 (destino Aroche)                                         | Huelva - San Juan del Puerto - Trigueros - Beas                                                                             | Horarios y Paradas  |                     |
| M-208 (destino Encinasola)                                     | Huelva - San Juan del Puerto - Trigueros - Beas                                                                             | Horarios y Paradas  |                     |
| M-209 (destino Cumbres Mayores)                                | Huelva - San Juan del Puerto - Trigueros - Beas                                                                             | Horarios y Paradas  |                     |
| M-210 (destino Santa Bárbara de Casa)                          | Huelva - Gibraleón - San Bartolomé                                                                                          | Horarios y Paradas  |                     |
| M-211 (destino Santa Bárbara de Casa)                          | Huelva - Gibraleón - San Bartolomé                                                                                          | Horarios y Paradas  |                     |
| M-212 (destino El Cerro del Andévalo)                          | Huelva - San Juan del Puerto -Trigueros - Beas                                                                              | Horarios y Paradas  |                     |
| M-300                                                          | Huelva – Corrales - Bellavista - Aljaraque                                                                                  | Horarios y Paradas  |                     |
| M-301                                                          | Huelva - Corrales – Bellavista - Aljaraque - Punta Umbría                                                                   | Horarios y Paradas  |                     |
| M-302                                                          | Huelva - Punta Umbría | Horarios y Paradas  |                     |
| M-303                                                          | Huelva – Corrales - Aljaraque - Cartaya - Lepe - Ayamonte                                                                   | Horarios y Paradas  |                     |
| M-305                                                          | Huelva – Corrales - Aljaraque - Cartaya - Lepe - Isla Cristina                                                              | Horarios y Paradas  |                     |
| M-306                                                          | Huelva – Corrales - Aljaraque - Cartaya - Lepe - La Redondela - Isla Cristina                                               | Horarios y Paradas  |                     |
| M-307                                                          | Huelva – Playa de La Bota - El Portil - El Rompido - Cartaya                                                                | Horarios y Paradas  |                     |
| M-308                                                          | Huelva - Aljaraque – Playa de La Bota - El Portil - El Rompido - Cartaya - Lepe - La Antilla - La Redondela - Isla Cristina | Horarios y Paradas  |                     |
| M-309                                                          | Huelva - Aljaraque - Cartaya - Lepe - La Antilla - Isla Cristina                                                            | Horarios y Paradas  |                     |
| M-310                                                          | Huelva - Aljaraque - Cartaya - Lepe - Isla Cristina - Ayamonte                                                              | Horarios y Paradas  |                     |
| M-311                                                          | Cartaya - El Rompido - El Portil - Punta Umbría                                                                             | Horarios y Paradas  |                     |
| M-312 (Circular)                                               | Ayamonte - Isla Canela - Punta del Moral                                                                                    | Horarios y Paradas  |                     |
| M-313                                                          | Lepe - La Antilla | Horarios y Paradas  |                     |
| M-314                                                          | Isla Cristina - Ayamonte | Horarios y Paradas  |                     |
| M-315                                                          | Lepe - La Antilla - El Terrón                                                                                               | Horarios y Paradas  |                     |
| M-316 (destino San Silvestre de Guzmán)                        | Huelva - Aljaraque - Cartaya - Lepe - Isla Cristina - Ayamonte - Villablanca                                                | Horarios y Paradas  |                     |
| M-317 (destino San Silvestre de Guzmán)                        | Huelva - Aljaraque - Cartaya - Lepe- Villablanca                                                                            | Horarios y Paradas  |                     |
| M-318 (destino El Almendro)                                    | Ayamonte - Villablanca | Horarios y Paradas  |                     |
| M-400                                                          | Huelva - San Juan del Puerto - Moguer                                                                                       | Horarios y Paradas  |                     |
| M-401                                                          | Huelva - Espigón Juan Carlos I                                                                                              | Horarios y Paradas  |                     |
| M-402                                                          | Huelva - La Rábida - Palos de la Frontera - Mazagón                                                                         | Horarios y Paradas  |                     |
| M-403                                                          | Huelva - La Rábida - Palos de la Frontera - Moguer                                                                          | Horarios y Paradas  |                     |
| M-404                                                          | Huelva - San Juan del Puerto - Bonares                                                                                      | Horarios y Paradas  |                     |
| M-405                                                          | Huelva - San Juan del Puerto - Bonares - Rociana -Almonte -Bollullos Par del Condado                                        | Horarios y Paradas  |                     |
| M-407                                                          | Huelva - San Juan del Puerto - Bonares - Rociana -Almonte -Bollullos Par del Condado                                        | Horarios y Paradas  |                     |
| M-408                                                          | Huelva - San Juan del Puerto - Bonares - Rociana -Almonte                                                                   | Horarios y Paradas  |                     |
| M-410                                                          | Huelva - Palos de la Frontera - Mazagón - Matalascañas -El Rocío -Almonte                                                   | Horarios y Paradas  |                     |
| M-411 (por Niebla, La Palma del Condado, Manzanilla y Paterna) | Huelva - San Juan del Puerto - Hinojos                                                                                      | Horarios y Paradas  |                     |
| M-412 (por Niebla, La Palma del Condado, Manzanilla y Paterna) | Huelva - San Juan del Puerto -Bonares -Rociana del Condado- Almonte - Bollullos Par del Condado- Hinojos                    | Horarios y Paradas  |                     |
| M-413                                                          | Huelva - San Juan del Puerto -Moguer -Palos de la Frontera- Mazagón                                                         | Horarios y Paradas  |                     |
| M-414                                                          | Moguer -Palos de la Frontera- Mazagón                                                                                       | Horarios y Paradas  |                     |
| M-415                                                          | Bonares - Lucena del Puerto - San Juan del Puerto -Moguer - Palos de la Frontera- Mazagón                                   | Horarios y Paradas  |                     |
| M-416                                                          | Almonte - El Rocío - Matalascañas                                                                                           | Horarios y Paradas  |                     |
| M-417                                                          | Bollullos Par del Condado - Almonte - El Rocío - Matalascañas                                                               | Horarios y Paradas  |                     |
| M-418                                                          | Bollullos Par del Condado - Almonte - Rociana del Condado                                                                   | Horarios y Paradas  |                     |
| M-900 (destino Sevilla por N-431)                              | Huelva - San Juan del Puerto                                                                                                | Horarios y Paradas  |                     |
| M-902 (destino Sevilla por A-49)                               | Ayamonte - Lepe - Cartaya - Aljaraque - Corrales - Huelva                                                                   | Horarios y Paradas  |                     |
| M-905 (destino Sevilla por A-49)                               | Ayamonte - Isla Cristina - Islantilla - La Antilla - Lepe - Cartaya - Aljaraque - Corrales - Huelva                         | Horarios y Paradas  |                     |
| M-906 (destino Sevilla)                                        | Rociana del Condado - Bollullos Par del Condado - Almonte - Hinojos                                                         | Horarios y Paradas  |                     |
| M-909 (desde Sevilla)                                          | Huelva - Punta Umbría | Horarios y Paradas  |                     |
| M-910 (desde Sevilla)                                          | Bollullos Par del Condado - Almonte - El Rocío - Matalascañas - Mazagón                                                     | Horarios y Paradas  |                     |
| M-912 (desde Sevilla)                                          | Huelva - Corrales - Aljaraque - Cartaya - Lepe - Isla Cristina - Ayamonte                                                   | Horarios y Paradas  |                     |